# 魯特鎮區 (印地安納州亞當斯縣)
魯特鎮區（英語：Root Township）是位於美國印地安納州亞當斯縣的一個行政鎮區。

## 地方資料
根據2010年美國人口普查的數據，魯特鎮區的面積為92.10平方千米，當中陸地面積為91.80平方千米，而水域面積為0.30平方千米。當地共有人口4443人，而人口密度為每平方千米48.24人。